# Prusac
Prusac – wieś w Bośni i Hercegowinie, w Federacji Bośni i Hercegowiny, w kantonie środkowobośniackim, w gminie Donji Vakuf. W 2013 roku liczyła 1281 mieszkańców, z czego większość stanowili Boszniacy.

## Charakterystyka

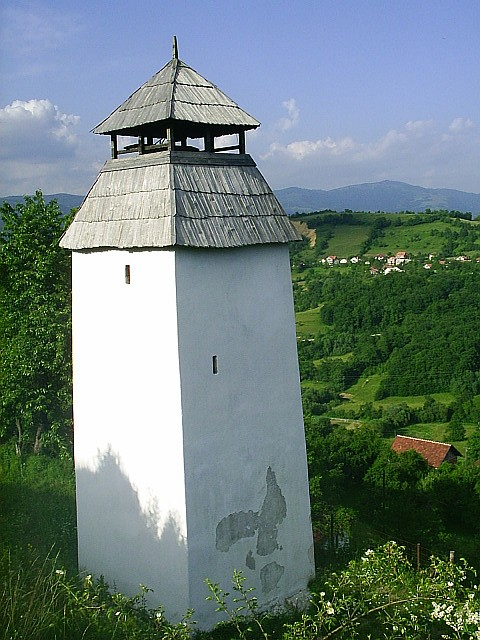
Wieża strażnicza

W okolicy Prusaca znajduje się muzułmańskie centrum pielgrzymkowe Ajvatovica. Na przełomie XVI i XVII wieku działalność pielgrzymkową prowadził tu Hasan Kafi Pruščak, islamski filozof, historyk, pisarz i poeta. Był on fundatorem miejscowej medresy i zajazdu kupieckiego. Nad miejscowością górują pozostałości twierdzy. Atrakcje turystyczne stanowią wieża zegarowa oraz XVII-wieczne meczety.